# Holmes Osborne
Holmes Osborne (ur. 7 listopada 1947 w Kansas City w Missouri) – amerykański aktor.

## Filmografia
aktor
- Znowu Hannibal (Back to Hannibal: The Return of Tom Sawyer and Huckleberry Finn, 1990) jako Stoczniowiec
- Ostateczna sprawiedliwość (A Matter Of Justice, 1993) jako Obrońca Attorney
- Szaleństwa młodości (That Thing You Do!, 1996) jako pan Patterson
- Prywatne piekło (Affliction, 1997) jako Gordon LaRiviere
- From the Earth to the Moon (1998) jako George Low, zastępca dyrektora NASA
- Parada oszustów (The White River Kid, 1999) jako Fergus Kenrod
- Wariatka z Alabamy (Crazy in Alabama, 1999) jako Larry Russell
- Ekipa wyrzutków (The Mod Squad, 1999) jako pan Cochrane
- Ostatnie takie ranczo (Horse Sense, 1999) jako pan Hawthorne
- Dziewczyny z drużyny (Bring It On, 2000) jako Bruce Shipman
- Cud na drugim torze (Miracle in Lane 2, 2000) jako Randall
- Na samym dnie (The Deep End, 2001) jako oficer
- Donnie Darko (2001) jako Eddie Darko
- Living In Missouri (2001) jako wujek Roy
- Spisek (Life Without Dick, 2002) jako ojciec Colleen
- Szyfry wojny (Windtalkers, 2002) jako pułkownik Hoolings
- Spokojny Amerykanin (The Quiet American, 2002) jako Bill Granger
- Obudzić się w Reno (Waking Up in Reno, 2002) jako Doc Tuley
- A Carol Christmas (2003) jako Hal
- Tożsamość (Identity, 2003) jako sędzia Taylor
- Fałszywa dwunastka (Cheaper by the Dozen, 2003) jako Nick Gerhard
- Legenda telewizji (Anchorman: The Legend of Ron Burgundy, 2004) jako dyrektor
- Disconnect (2005) jako Russell Simmons
- Confessions of an Action Star (2005) jako Richard Orchid
- Wyścig marzeń (Dreamer: Inspired by a True Story, 2005) jako Doc Fleming
- D-War (2006) jako Hypnoterapeuta

aktor gościnnie
- Family Matters (1989–1998) jako Buzz Conrad
- Z Archiwum X (The X Files, 1993–2002) jako Mark Johnson
- Dotyk anioła (Touched by an Angel, 1994–2003) jako Srż. Richardson
- The Drew Carey Show (1995–2004) jako ksiądz
- Wszyscy kochają Raymonda (Everybody Loves Raymond, 1996–2005) jako Scott
- Kancelaria adwokacka (The Practice) (1997–2004) jako pan Hyde
- Dharma i Greg (Dharma & Greg, 1997–2002) jako Wielebny Blanchard
- Brother's Keeper (1998–1999) jako pan Rudolph
- Misja w czasie (Seven Days, 1998–2001) jako prezydent USA
- Dzień jak dzień (Any Day Now, 1998–2002) jako Jeremiah Blue
- Roswell: W kręgu tajemnic (Roswell, 1999–2002) jako Walt Crawford
- Potyczki Amy (Judging Amy, 1999–2005) jako sędzia Brooks
- Zwariowany świat Malcolma (Malcolm in the Middle, 2000–2006) jako pan Young
- Star Trek: Enterprise (Enterprise, 2001–2005) jako Enoliański oficer
- Babski oddział (The Division, 2001–2004) jako Prawnik
- Obrońca (The Guardian, 2001–2004)
- Agenci NCIS (Navy NCIS: Naval Criminal Investigative Service, 2003) jako Fred Hanlan
- Świat według Dzikich (Complete Savages, 2004–2005) jako dyrektor Thompson
- Inwazja (Invasion, 2005–2006) jako burmistrz Littles